# Archer Daniels Midland
La Archer Daniels Midland Company (NYSE ADM), és un conglomerat empresarial amb seu a Decatur (Illinois). ADM controla més de 270 plantes a tot el món, en les quals els grans de cereals i les oleaginoses són transformats en productes per ser utilitzats en aliments, begudes, productes nutricèutics, industrials i d'alimentació dels animals.
ADM també proporciona emmagatzemament agrícola i de serveis de transport a totes les produccions en les quals treballa. Les divisions de la companyia inclouen: "ADM Cacau", "ADM Corn Processing", "ADM Specialty Food Ingredients", "Food Additives", "Lecithin", "Protein", "ADM Milling", "ADM Natural Health" & Nutrition", "Vitamin E & Sterolss", "ADM Food Oils". "The American River Transportation Company", juntament amb "ADM Trucking, Inc" són subsidiàries d'ADM. Els ingressos d'ADM l'any fiscal de 2008 van ser de 69.8 mil milions de dòlars. El seu paper en el comerç mundial d'aliments és molt important.

## Productes
Els productes comercialitzats inclouen olis i farines de soja, llavors de cotó, gira-sol, colza, cacauet, llavor de lli, i diacilglicerol (DAG) de petroli, així com a germen de blat de moro, xarop, midó, fècula, glucosa, dextrosa, dextrosa cristal·lina, edulcorants de blat de moro d'alta fructosa, xarop, etanol, i la farina de blat. Els usos finals són el consum de les persones i el bestiar, així com els components de biocombustibles.
Coneguda des de fa temps com una empresa productora d'ingredients per a l'alimentació, ADM ha invertit recentment molt en la producció de combustibles, gairebé duplicant la despesa de capital en el seu pressupost de 2007 fins a arribar a 1,12 mil milions de dòlars. L'augment es va dedicar a projectes de bioenergia, centrada en l'etanol i el biodièsel.

## Història
El 1902, George A. Archer i John W. Daniels varen fundar "Midland Linseed Products Company" i iniciaren un negoci de trituració de llinosa. El 1923, "Archer-Daniels Midland Company" va adquirir "Mindland Linseed Products Company", i es va formar "Archer Daniels Midland Company". Cada dècada des de la seva creació, a les empreses ADM s'hi ha afegit com a mínim una font de beneficis importants per als seus agronegocis: la molta, el processament, ingredients d'aliments especials, el cacau, la nutrició, i molt més.
El setembre de 1999, l'executiu Marty Andreas va anunciar que, sota la pressió de l'agricultura europea, separarien els productes originats en els cultius genèticament modificats i els no modificats genèticament, amb la finalitat d'oferir als seus clients l'opció que volguessin. Anteriorment, la companyia no havia revelat les fonts dels seus cultius.
El 2001, Paul B. Mulhollem es va convertir en el President d'ADM. Va fer història en convertir-se en la primera empresa dels EUA en signar un contracte amb Cuba des de feia quaranta anys, quan es va aprovar l'embargament comercial d'aquest país.
El febrer de 2007, Patricia A. Woertz es va convertir en Presidenta de la Junta d'ADM. Procedent de Chevron, la seva tasca s'ha centrat en el desenvolupament d'etanol i biocombustibles.

## La fixació de preus
El 1993, ADM va ser objecte d'una investigació sobre la fixació irregular dels preus de la lisina pel Departament de Justícia dels EUA. Alts executius d'ADM van ser acusats amb càrrecs penals per participar de manera fraudulenta en la fixació de preus en el mercat de la lisina internacional. Tres dels alts funcionaris d'ADM van ser finalment condemnats a presó federal el 1999. D'altra banda, el 1997, l'empresa va ser multada amb 100 milions de dòlars, la multa més gran de defensa de la competència en la història dels EUA fins aquell moment. Mark Whitacre, informant de l'FBI de la irregular fixació del preu de la lisina també es va trobar amb problemes legals per malversació de fons d'ADM en el seu temps com informant per al FBI. A més, segons l'informe 2005 d'ADM en l'informe anual es va arribar a una solució en virtut de la qual ADM va pagar 400 milions de dòlars el 2005 per a resoldre la demanda anti-monopoli contra la seva actuació.
Ronald W. Cotterill de la Food Marketing Policy Center de la Universitat de Connecticut, mostrà que el 100 per cent o més dels costos excessius derivats de la fixació de preus es traslladarien als consumidors.
The Informant és un assaig escrit pel periodista Kurt Eichenwald i publicat el 2000 per Random House que es basa en documents del cas de conspiració, amb la participació d'Archer Daniels Midland, descoberts per l'executiu Mark Whitacre, a mitjans de la dècada de 1990, en el cas de la fixació dels preus de la lisina El 2009 es va fer l'adaptació cinematogràfica del llibre.

## Gestió ambiental
Archer Daniels Midland ha estat objecte de diversos processos judicials federals relacionats amb la contaminació de l'aire. El 2001, la companyia va acordar pagar una multa d'1,46 millions de dòlars per violar les lleis federals i d'Illinois sobre la regulació d'emissions a l'aire en la seva planta de Decatur i es va comprometre a gastar 1,6 milions e dòlars per reduir la contaminació atmosfèrica allà. L'Institut de Recerca de Política Econàmica ha col·locat Archer Daniels Midland en el desè llocs entre les empreses que emeten més contaminants de l'aire als Estats Units. El rànquing es basa en la quantitat (12,4 milions de lliures el 2005) i la toxicitat de les emissions. [9] El 2003, ADM va ser denunciada per la contaminació atmosfèrica derivada dels esforços de la companyia per evitar la revisió de les disposicions de la Llei d'Aire Net que requereixen actualitzacions de control de la contaminació, quan es modernitza la planta. La companyia va pagar 4,5 milions de dòlars en sancions i més de 6 milions de dòlars per donar suport a projectes ambientals. A més, ADM va acordar l'eliminació de més de 60.000 tones d'emissions de monòxid de carboni, partícules, químics orgànics volàtils i altres contaminants procedents de 42 plantes en 17 estats, amb un cost de centenars de milions de dòlars.
Archer Daniels Midland Company està involucrat en un projecte conjunt amb Daimler AG i Bayer CropScience per desenvolupar la jatrofa com a biocombustible.

## La crítica a ADM
La recepció de part d'ADM dels subsidis agrícoles federals ha estat objecte de crítiques. Segons un informe de 1995 fet per l'Institut Cato, ADM ha costat a l'economia dels Estats Units milers de milions de dòlars des de 1980 que indirectament costen als nord-americans desenes de milers de milions de dòlars en preus més alts i més impostos en el mateix període. Com a mínim el 43 per cent dels beneficis anuals d'ADM són de productes altament subsidiats o protegits pel govern americà. A més, cada dòlar dels guanys obtinguts pels edulcorants d'ADM té uns costos de 10 dòlars pels consumidors, i cada dòlar dels guanys obtinguts per les seves despeses d'operació en etanol costa als contribuents 30 dòlars.
El 1994, el New York Times va escriure: "la política de l'Administració Clinton sobre reducció d'emissions a través de combustibles renovables -en essència, l'etanol de blat de moro- és poc més que un regal d'inspiració política per als agricultors i processadors de blat de moro, especialment l'Archer Daniels Midland Company
L'acció de lobby d'ADM i les contribucions de campanya han impulsat la continuació als Estats Units del programa federal de producció de sucre (barreres comercials i suport als preus) pel Congrés, costant als consumidors dels EUA aproximadament 3 mil milions de dòlars a l'any ADM also lobbied to create and perpetuate federal ethanol subsidies. Some commentators have concluded that the ADM experience demonstrates the need for campaign finance reform. ADM van pressionar per crear i perpetuar els subsidis a l'etanol federal. Alguns comentaristes han conclòs que l'experiència d'ADM demostra la necessitat de la reforma del finançament electoral.
El juliol de 2005, l'International Labor Rights Forum van presentar una demanda contra la Nestlé, Archer Daniels Midland, i les empreses Cargill davant el Tribunal Federal de Districte a Los Angeles, en nom dels nens de Mali que són transportats des de Mali a Costa d'Ivori i obligats a treballar de dotze a catorze hores al dia sense pagar, poc menjar i dormir, i cops freqüents. Els tres nens que actuaren com a demandants, representants de tots els altres, feren la denúncia de forma anònima, com John Does, ja que temien les represàlies dels propietaris de les granges on treballaven. La denúncia es basa en la seva participació en el transport, tortura i els treballs forçats dels nens que cultiven i cullen els grans de cacau per a la importació d'aquestes empreses a Àfrica.
La companyia s'enfronta ara a la campanya del grup ecologista Rainforest Action Network demanant l'aturada de l'expansió agrícola cap als boscos tropicals del Brasil i el sud-est asiàtic. De la mateixa manera que altres empreses agroindustrials, ADM només processa la matèria primera produïda en els cultius gestionats per tercers. No obstant això, ADM és un important comprador i comerciant dels productes agrícoles que motiven la destrucció de les selves tropicals, i té una participació majoritària en Wilmar, l'empresa més responsable de la nova expansió de les plantacions industrials d'oli de palma a Indonèsia, i un dels grans inversors en biocombustibles. Com a tal, ADM té la capacitat d'influir significativament en el mercat d'aquest tipus de productes.